# Elaphria peruana
Elaphria peruana är en fjärilsart som beskrevs av Embrik Strand 1921. Elaphria peruana ingår i släktet Elaphria och familjen nattflyn. Inga underarter finns listade i Catalogue of Life.